# 허유신
허유신(許維新, 1973년 6월 3일 ~ )은 전 KBO 리그 야구 선수의 내야수이었으며, 2003년부터 이후 서산시의 서해안 야구연합회 코치로 영입하여 활동중이다. 

## 출신학교
- 1989년 ~ 1992년 : 장충고등학교
- 1992년 ~ 1996년 : 경희대학교 (1992학번)